# Pavillon Hélène-de-Champlain
Le Pavillon Hélène-de-Champlain est un bâtiment qui se situe sur l'Île Sainte-Hélène à Montréal. Il est également connu sous les noms de Pavillon des sports, Pavillon d'honneur, Chalet de l'île Sainte-Hélène et Restaurant Hélène-de-Champlain (institution qui l'a habité pendant de nombreuses années). Il fait partie du site patrimonial de l'Île-Saint-Hélène et est la propriété de la Ville de Montréal.

## Historique

### Construction
L’aménagement de l'île Sainte-Hélène en parc public est réalisé à partir de 1931 en suivant les plans de l'architecte-paysagiste Frederick G. Todd. Une partie de ces travaux, dont la construction du chalet de l’île Sainte-Hélène, sera concrétisée dans le cadre des Travaux de chômage mis en place pour faire face à la crise économique des années 1930,. Ces travaux sont lancés par la Cité de Montréal et le Gouvernement du Québec pour venir en aide aux chômeurs en créant des milliers d'emplois. Le chantier est interrompu de 1939 à 1951 à cause de la Seconde Guerre mondiale. La construction ne sera terminée qu'en 1953.
Les plans du bâtiment sont conçus par Émile Daoust, architecte de la Cité de Montréal, et signé par Donat Beaupré, architecte en chef du service. Son architecture s'inscrit dans le mouvement « régionaliste » de l'époque. La construction est réalisée en pierre de brèche, une pierre locale gris pâle à l’extraction qui, exposée à l’air, s’oxyde et devient brun rougeâtre. D'autres bâtiments sur l'île sont faits de cette même pierre.

### Parc public
De 1953 à 1966, le bâtiment sert de pavillon dans le parc public de l'île Sainte-Hélène aménagé selon les plans de Frederick G. Todd. L'aménagement comporte également d'autres bâtiments publics. Dès 1954, un restaurant est aménagé dans le bâtiment. Ce dernier ouvre ses portes le 12 juillet 1955 et porte le nom de restaurant Hélène-de-Champlain en l'honneur de la femme de Samuel de Champlain, Hélène Boullé,,. Des expositions d'artistes locaux sont présentés dans le salon du restaurant,.

### Pavillon d'honneur à l'Expo 67
Les îles Sainte-Hélène, Verte et Ronde sont choisies en 1963 comme futur site de l'exposition universelle de 1967. Plusieurs bâtiments du site sont donc utilisés lors de l'événement. Le chalet de l’île Sainte-Hélène est rénové et converti en pavillon d’honneur en 1966,. La décoration intérieure est réalisée par Claude Hinton alors président de l'Association des décorateurs d'intérieur du Québec ,,. Une roseraie est aménagée au sud de la propriété.
Pierre Dupuy, ancien diplomate canadien, est nommé commissaire général de l'Expo 67. Il recevra nombres de dignitaires, de chefs d'État et d'invités de marque au Pavillon d'honneur, ce dernier étant fermé au grand public durant l'événement. À la suite de l'Exposition, le maire Jean Drapeau continue d’utiliser l’endroit comme lieu de réceptions officielles.

### Restaurant Hélène-de-Champlain
Le restaurant redevient ouvert au public à la suite de l'Expo 67. De 1983 jusqu'à sa fermeture en 2010, le restaurant est administré par l'animateur et homme d'affaires Pierre Marcotte qui se voit octroyer un bail locatif par la Ville de Montréal,. Comme établissement de restauration de prestige, le restaurant Hélène-de-Champlain accueillera un nombre important de personnalités et d'événements.   

### Fermeture

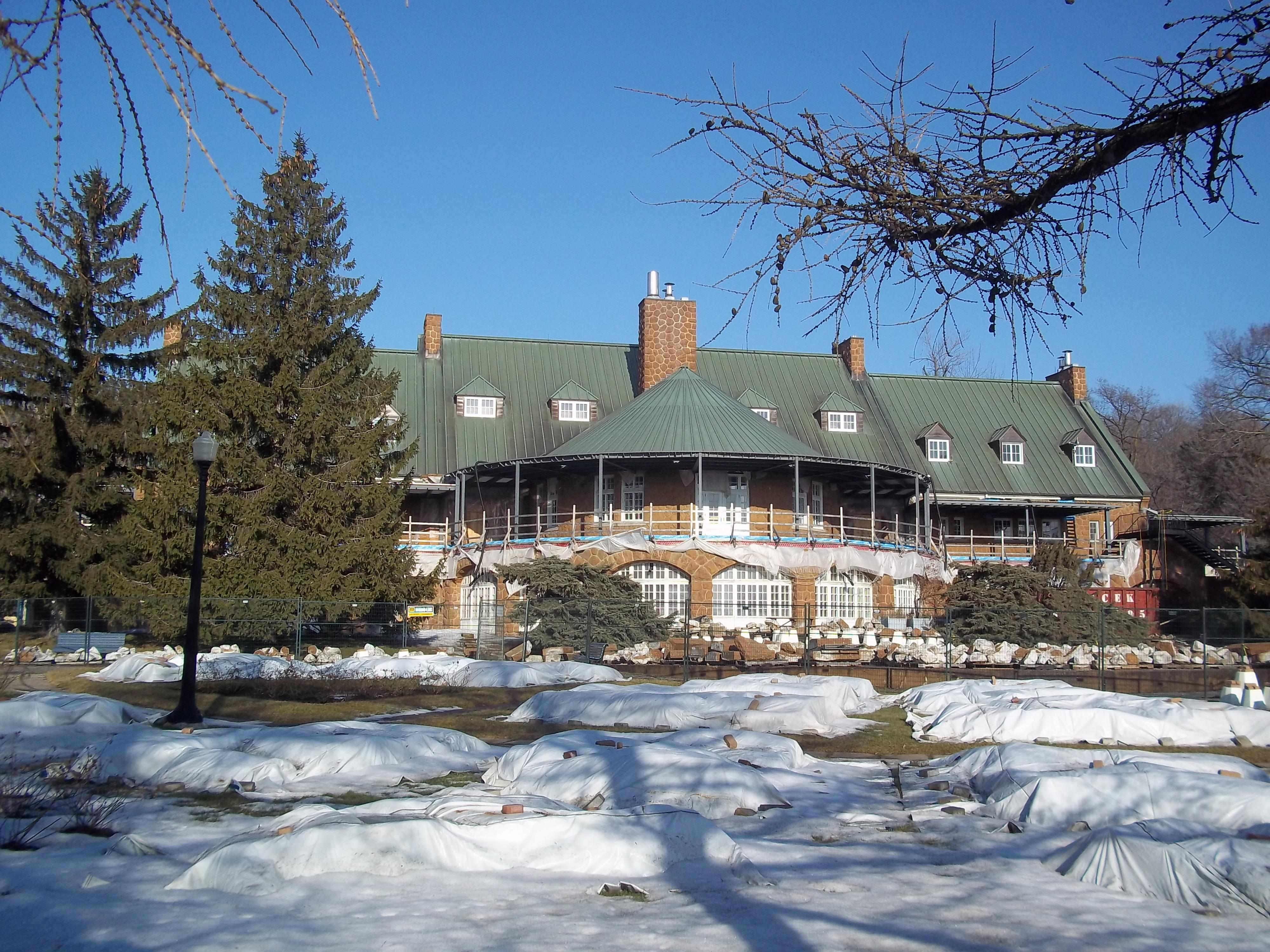
Pavillon Hélène-de-Champlain en travaux en 2012.

Le restaurant est fermé en 2010 afin d’y effectuer des travaux de rénovation. Ces travaux révèlent alors la présence d’amiante, un matériel couramment utilisé comme isolant durant les années de construction du bâtiment.  L’amiante est retiré de façon sécuritaire par la Société du parc Jean-Drapeau.  Les délais encourus par cet imprévu engendrent des coûts de restauration plus élevés et obligent la société à redéfinir une vocation pour l’ancien restaurant.  En 2021, la Société du parc Jean-Drapeau lance un nouveau plan directeur qui inclut la restauration de l’ensemble des bâtiments patrimoniaux du parc.  
En mars 2024, le comité exécutif de la Ville de Montréal autorise la rénovation du pavillon, avec des travaux prévus pour commencer en 2025.